# View from a Bridge
«View from a Bridge» — песня английской певицы Ким Уайлд, ставшая вторым синглом с её альбома Select. Композиция стала международным хитом, пробившись в первую десятку многих европейских хит-парадов. Во Франции было продано 348 тысяч копий сингла.

## История
Песня была написана младшим братом Ким Рикки и отцом Марти. Текст представляет собой монолог девушки, собирающейся совершить самоубийство, прыгнув вниз с моста. Марти рассказывал, что представлял себе героиню песни стоящей на мосту Форт-Бридж, соединяющий шотландский город Эдинбург с областью Файф:

Я не знаю, ездил ли кто-нибудь из вас через Форт-Бридж, но если вы были там и стояли посреди него, когда туман спускается низко, то вы сможете лучше прочувствовать то, о чём эта песня. Вот как я её себе представляю — девушка в плаще стоит прямо посреди моста, прыгает вниз и исчезает в тумане.
Оригинальный текст (англ.)I don't know if any of you have ever travelled across the Forth Bridge, but it you have and you've ever stood in the middle of it when the mist is very low you will get more of a feeling of what the song is all about. That's how I pictured the song, a girl right in the middle of the bridge, in a raincoat, jumping off and disappearing into the fog.

Фотография обложки сингла, на которой Ким запечатлена стоящей на мосту, была сделана Антоном Корбейном.
Клип на песню снял британский режиссёр Брайан Грант, до этого уже работавший над тремя видео Ким Уайлд («Kids in America», «Chequered Love» и «Cambodia»). Сама Ким в 2015 году вспоминала, что поначалу работа Гранта ей не понравилась, но годы спустя она изменила своё мнение и назвала клип очень хорошим.
В 1982 году Ким Уайлд выступала с «View from a Bridge» на многих телешоу, в том числе британском «Top of the Pops», немецком «Musikladen» и голландском «TopPop». Эта песня за редким исключением до сих пор исполняется практически на всех живых выступлениях Ким. Кроме того, другая версия, записанная в 2006 году, вошла в альбом «Never Say Never», а концертная запись стала частью диска 2019 года «Aliens Live».

## Позиции в чартах
| Чарт (1982)                         | Высшая позиция |
| ----------------------------------- | -------------- |
| Австралия (Kent Music Report)       | 7              |
| Австрия (Ö3 Austria Top 40)         | 10             |
| Бельгия/Фландрия (Ultratop 50)      | 4              |
| Германия (GfK Entertainment Charts) | 6              |
| Ирландия (IRMA)                     | 16             |
| Нидерланды (Single Top 100)         | 7              |
| Финляндия (Suomen virallinen lista) | 5              |
| Швеция (Sverigetopplistan)          | 4              |
| Швейцария (Schweizer Hitparade)     | 2              |
| Великобритания (OCC UK Singles)     | 16             |